# إسيلا أوموت
إسيلا أوموت (بالتركية: Esila Umut)‏ ولدت عام 2001 في أنطاليا، هي ممثلة تركية.

## سيرة شخصية
ولدت إسيلا أوموت في أنطاليا عام 2001. ظهرت لأول مرة في المسلسل التلفزيوني قوة الحب عام 2015. ثم لعبت دور البطولة في فيلم أخي أنا في عام 2016. من عام 2017 إلى عام 2018 ألقيت في مسلسل جرائم صغيرة. في عام 2019 حصلت على الدور الرئيسي في فيلم Kin.
بين عامي 2019 و2020 ظهرت في مسلسل عاصمة عبد الحميد. في عام 2021 ظهرت في ألب أرسلان :السلجوقي العظيم. تقوم الآن ببطولة مسلسل محمد :سلطان الفتوحات في عام 2024.

## أعمالها

### أفلام
2016: أخي أنا
2019: kin

### المسلسلات
2015: قوة الحب
2017-2018: جرائم صغيرة
2019-2020: عاصمة عبد الحميد
2020-2021: عقرب
2021-2023: ألب أرسلان :السلجوقي العظيم
2023: #ADALETT
2024- :محمد :سلطان الفتوحات

## روابط خارجية
- إسيلا أوموت على موقع IMDb (الإنجليزية)
- إسيلا أوموت علي موقع إنستغرام